# Mörschwil
Mörschwil − miejscowość i gmina we wschodniej Szwajcarii, w kantonie St. Gallen, w okręgu Rorschach. 

## Demografia
W Mörschwil mieszka 3 638 osób. W 2021 roku 8,2% populacji gminy stanowiły osoby urodzone poza Szwajcarią. 

## Transport
Przez teren miasta przebiegają autostrady A1 i A23 oraz drogi główne nr 7 i nr 452.